# Dmitri Kovaliov (balonmanista)
Dmitri Serguéyevich Kovaliov (en ruso: Дмитрий Сергеевич Ковалёв; Omsk, 15 de mayo de 1982) es un exjugador de balonmano ruso que jugaba de extremo derecho. Fue un componente de la selección de balonmano de Rusia.
Con la selección disputó el Campeonato Europeo de Balonmano Masculino de 2010, el Campeonato Europeo de Balonmano Masculino de 2012 y los Juegos Olímpicos de Pekín 2008.

## Palmarés

### Chejovskie Medvedi
- 1 Recopa de Europa: 2006
- 14 Liga de Rusia de balonmano: 2004, 2005, 2006, 2007, 2008, 2009, 2010, 2011, 2012, 2013, 2014, 2015, 2016, 2017
- 7 Copa de Rusia de balonmano: 2006, 2009, 2010, 2011, 2012, 2013, 2015

## Clubes
- Chejovskie Medvedi (2003-2017)
- Spartak de Moscú (2017-2020)
- CSKA Moscú (2020)
- Chejovskie Medvedi (2020)